# Тимоново (городской округ Солнечногорск)
Тимоново — деревня в Московской области России. Входит в городской округ Солнечногорск. Население — 222 чел. (2010).

## География
Деревня Тимоново расположена на севере Московской области, в северной части округа, на берегу Сенежского озера, примерно в 5,5 км к северо-востоку от центра города Солнечногорска, с которым связана прямым автобусным сообщением. К деревне приписано 20 садоводческих товариществ. Ближайшие населённые пункты — деревни Вельево, Загорье и посёлок Сенеж.

## Население
| 1852 | 1859 | 1890 | 1899 | 1926 | 2002 | 2010 |
| ---- | ---- | ---- | ---- | ---- | ---- | ---- |
| 229  | ↘216 | ↘196 | ↘178 | ↗275 | ↘157 | ↗222 |

## История
Тимонова, деревня 1-го стана, Оленина, Алексея Алексеевича, действительного статского советника, крестьян 117 душ мужского пола, 112 женского, 35 дворов, 65 верст от столицы, 24 от уездного города, близ Московского шоссе.— Нистрем К. Указатель селений и жителей уездов Московской губернии, 1852 г.
В «Списке населённых мест» 1862 года — владельческая деревня 1-го стана Клинского уезда Московской губернии по левую сторону Санкт-Петербурго-Московского шоссе, в 25 верстах от уездного города и 5 верстах от становой квартиры, при пруде, с 32 дворами и 216 жителями (107 мужчин, 109 женщин).
По данным на 1890 год — деревня Солнечногорской волости Клинского уезда с 196 душами населения и земским училищем, в 1899 году — деревня Вертлинской волости Клинского уезда, проживало 178 жителей, имелась земская школа.
В 1913 году — 42 двора и земское училище.
По материалам Всесоюзной переписи населения 1926 года — центр Тимоновского сельсовета Вертлинской волости Клинского уезда в 7,5 км от станции Подсолнечная Октябрьской железной дороги, проживало 275 жителей (132 мужчины, 143 женщины), насчитывалось 58 хозяйств, среди которых 57 крестьянских, имелась школа.
С 1929 года — населённый пункт в составе Солнечногорского района Московского округа Московской области. Постановлением ЦИК и СНК от 23 июля 1930 года округа как административно-территориальные единицы были ликвидированы.
1929—1954 гг. — центр Тимоновского сельсовета Солнечногорского района.
1954—1957, 1960—1963, 1965—1972 гг. — деревня Елизаровского сельсовета Солнечногорского района.
1957—1960 гг. — деревня Елизаровского сельсовета Химкинского района.
1963—1965 гг. — деревня Елизаровского сельсовета Солнечногорского укрупнённого сельского района.
1972—1976 гг. — деревня Таракановского сельсовета Солнечногорского района.
1976—1994 гг. — деревня Вертлинского сельсовета Солнечногорского района.
С 1994 до 2006 гг. деревня входила в Вертлинский сельский округ Солнечногорского района.
С 2005 до 2019 гг. деревня включалась в городское поселение Солнечногорск Солнечногорского муниципального района.
С 2019 года деревня входит в городской округ Солнечногорск.